# NGC 3282
NGC 3282 (również PGC 31129) – galaktyka soczewkowata (SB0), znajdująca się w gwiazdozbiorze Hydry. Odkrył ją Lewis A. Swift 5 marca 1886 roku.